# 广播控股公司
广播控股公司（日语：／ hōsō mochikabu gaisha */?）是控股公司的一种，指的是日本拥有广播执照的广播台旗下的纯粹控股公司。

## 概要
为了防止一家广播公司控制过多的广播台站，日本总务省制订了“禁止大众媒体集中化原则”。但是随着地面数字广播的推广，需要大量资金进行基础设施建设；特别是地方电视台，一向资金筹措困难。因此为了加强广播公司建设基础设施的能力，故放宽了对“禁止大众媒体集中化原则”的执行标准，允许广播公司建立具有较高融资能力的广播控股公司。
从广播公司改组成为广播控股公司有两种方案：
1. 将原广播公司所有业务架空并成立一家新广播控股公司来负责其业务，同时原本隶属广播公司的核心台及同联播网的加盟台全部转为新广播控股公司的子公司。
2. 将原广播公司关闭，原本隶属广播公司的子公司及关联公司转为新广播控股公司旗下负责广播业务子公司的子公司及关联公司。

此外，作为具有影响力的公共媒体的控股广播公司，为了限制特定股东的影响力并确保媒体言论的多样性，相关部门正在研讨是否要将单一股东的持股比例限制在20%以下。这一限制不仅可以消除单个公司或投资者对媒体业务的干扰及对言论自由的限制，同时还能避免来自外部的收购。

## 法律修订
2006年10月，日本总务省收到了来自以行政法学者、东京大学名誉教授盐野宏为首的数字化进程与广播政策调查研究会的最终报告。基于这份报告，总务省于2007年4月6日向日本内阁递交《放送法》（廣播法）修改建议，以放宽对广播控股公司的限制。原本希望能够在2007年度的日本国会通常国会上达成修正案，但由于会期延迟，因此继续审议则交由临时国会并于2007年12月21日获得通过。2008年4月1日，修订后的《广播法》正式试行。
根据修订后的《广播法》，日本将允许成立广播控股公司并命名为“认证广播控股公司（認定放送持株会社）”。此外，依据《广播法》第164条第2款，单一股东对广播控股公司的持股上限从10%上调为不超过30%；但是实际出资比例则要依据总务省相关条例来执行。
最后，为了保护广播业务的多样性和区域性，总务省制订了相关条例以限制每家广播控股公司最多可以持股12家地面广播业务公司。同时也为了防止媒体的过度集中化，内务省的条例在原则上是一个县只统计一个地面广播公司。而在广域广播区域，区域内各县则视为一个统计区域。拥有多个广播站的广播公司在区域内是不可以重复覆盖的。另外，除了地面广播公司之外，每家广播控股公司只能拥有1家BS广播公司和2家CS广播公司。

## 相关案例
《广播法》被修改施行后，广播控股公司被解禁，位于东京都的商业广播公司最早引入广播控股公司形式。下表以引入广播控股公司体系先后为序。
|    | 广播控股公司     | 成立日期       | 移交日期      | 地面电视频道                                                          | 地面电台频道                                                          | 卫星电视频道                                | 总部所在地         | 上市交易所    |
| -- | ---------------- | -------------- | ------------- | --------------------------------------------------------------------- | --------------------------------------------------------------------- | ------------------------------------------- | ------------------ | ------------- |
| 1  | 富士媒体控股     | 1957年11月18日 | 2008年10月1日 | 富士电视台 仙台电视台                                                 | 日本放送                                                              | BS富士 富士电视ONE 富士电视TWO 富士电视NEXT | 东京都港区         | 東證1部：4676 |
| 2  | TBS控股          | 1951年5月17日  | 2009年4月1日  | TBS电视台                                                             | TBS电台                                                               | BS-TBS TBS NEWS TBS頻道                     | 东京都港区         | 東證1部：9401 |
| 3  | 东京电视控股     | 1968年7月1日   | 2010年10月1日 | 东京电视台                                                            | 不適用                                                                | BS东视 AT-X                                 | 东京都港区         | 東證1部：9413 |
| 4  | 日本电视控股     | 1952年10月28日 | 2012年10月1日 | 日本电视台                                                            | 日本广播电台                                                          | BS日本 NTV NEWS24 日视G+ 日视Plus           | 东京都港区         | 東證1部：9404 |
| 5  | 中部日本放送     | 1950年12月15日 | 2014年4月1日  | CBC电视台                                                             | CBC電台                                                               | 不適用                                      | 爱知县名古屋市中区 | 名證1部：9402 |
| 6  | 朝日电视控股     | 1957年11月1日  | 2014年4月1日  | 朝日电视台                                                            | 不適用                                                                | BS朝日 朝视Channel CNN日本                  | 东京都港区         | 東證1部：9409 |
| 7  | RKB每日控股      | 1951年6月29日  | 2016年4月1日  | RKB每日放送（广播电台部门通称“RKB广播电台”）                          | RKB每日放送（广播电台部门通称“RKB广播电台”）                          | 不適用                                      | 福冈县福冈市早良区 | 福證：9407    |
| 8  | MBS媒体控股      | 1950年7月28日  | 2017年4月1日  | 每日放送                                                              | MBS广播电台                                                           | GAORA                                       | 大阪府大阪市北区   | 不適用        |
| 9  | 朝日放送集团控股 | 1951年3月15日  | 2018年4月1日  | ABC电视台                                                             | ABC电台                                                               | sky-A                                       | 大阪府大阪市福岛区 | 東證1部：9405 |
| 10 | RSK控股          | 1953年4月1日   | 2019年4月1日  | RSK山阳放送（电视部门称为“RSK电视台”；广播电台部门称为“RSK广播电台”） | RSK山阳放送（电视部门称为“RSK电视台”；广播电台部门称为“RSK广播电台”） | 不適用                                      | 冈山县冈山市北区   | 不適用        |
| 11 | KBC集團控股      | 1953年8月21日  | 2023年4月1日  | 九州朝日放送（其中廣播電台部門稱為「KBC電台」）                       | 九州朝日放送（其中廣播電台部門稱為「KBC電台」）                       | 不適用                                      | 福冈县福冈市中央区 | 不適用        |
| 12 | BSN媒體控股      | 1952年10月14日 | 2023年6月1日  | 新潟放送                                                              | 新潟放送                                                              | 不適用                                      | 新潟縣新潟市中央區 | 東證1部：9408 |
| 13 | 讀賣中京FS控股   | 2025年4月1日   | 2025年4月1日  | 讀賣電視台 中京電視台 福岡放送 札幌電視台                             | STV電台                                                               | 不適用                                      | 东京都港区         | 不適用        |